# Артиллерийский научно-исследовательский морской институт
Артиллери́йский научно-исследовательский морской институт (АНИМИ)  — научно-исследовательский институт ВМФ СССР.

## История
3 сентября 1932 года решением Реввоенсовета СССР были утверждены штаты АНИМИ, который создали на основе артиллерийской секции Научно-технического комитета Морских сил (НТК МС). На институт были возложены следующие задачи:
- обоснование тактико-технических заданий на новые и модернизируемые артиллерийские системы;
- контроль за опытно-конструкторскими работами в промышленности;
- разработка теоретических основ стрельбы;
- обобщение опыта эксплуатации оружия.

Первоначально штат состоял из 43 сотрудников, в том числе 11 военнослужащих.
В августе 1941 года оборудование и документация АНИМИ были эвакуированы в Ульяновск, где на этой базе был развернут научно-исследовательский отдел Артиллерийского управления ВМФ (АУ ВМФ). Оставшиеся в Ленинграде сотрудники были сведены в оперативную группу АУ ВМФ под руководством И. И. Грена.
В 1957 году был присоединён к Научно-исследовательскому институту реактивного оружия (4-му НИИ ВМФ) в качестве зенитно-артиллерийского филиала.

## Структура
В составе АНИМИ было пять отделов:
- морских артиллерийских установок;
- береговых артиллерийских установок;
- боеприпасов и средств воспламенения;
- приборов управления артиллерийским огнем;
- баллистики.

В состав института входили Научно-исследовательский морской артиллерийский полигон (НИМАП) в Ржевке и с 1938 года — Лаборатория взрывчатых веществ и порохов.

## Начальники
- 10.1932—10.1935 — Шешаев, Павел Петрович
- 1935—1941 — флагман 2-го ранга Грен, Иван Иванович
- 1955—1957 — контр-адмирал Романовский, Юлиан Антонович